# Evolution (濱崎步單曲)
evolution（進化）是日本歌手濱崎步第20張單曲，也是她第二次以「CREA」筆名作曲的單曲，2001年1月31日於日本發售。
本作在前張單曲《M》一個月半後發行，在二十一世紀的開始，《evolution》在首週的公信榜上就以第一名獲得超過50萬的銷量。最終的銷量約95萬，而被日本唱片協會認證為百萬單曲。此後濱崎步維持約兩個月就發行一張單曲的高密度發行速度。本年度的單曲作曲全由濱崎步本人以CREA名義擔任。

## 收錄歌曲
1. evolution "Original Mix"
作詞：濱崎步 / 作曲：CREA / 編曲：HΛL
KOSÉ「VISÉE」廣告歌曲
2. evolution "Dub's Floor Remix Transport 004"
3. evolution "DJ REMO-CON REMIX"
4. End of the World "Laugh & Peace MIX"
5. evolution "BOOM BASS Ayumix"
6. evolution "Oriental Hot SPA"
7. SURREAL "nicely nice electron '00 remix"
8. evolution "Huge terrestrial birth mix"
9. evolution "LAW IS Q mix"
10. evolution "Original Mix -Instrumental-"

## 音樂錄影帶
evolution（進化）是日本歌手濱崎步發行的影像作品，也是第四張同時發行VHS與DVD版本的影像作品。VHS和DVD在2001年6月13日於日本發售。

## 說明
- 本作發行的VHS與DVD由於價格與發行日期均相同，內容亦均相同。

## DVD收錄內容
1. evolution (Video Clip)
2. evolution (TV-CM)
3. evolution (off shot flash)

## VHS收錄內容
1. evolution (Video Clip)
2. evolution (TV-CM)
3. evolution (off shot flash)